# Ezio Gelain
Ezio Gelain (Fontaniva, 29 gennaio 1961) è un ex calciatore e allenatore di calcio italiano, di ruolo difensore.

## Carriera

### Giocatore
Cresciuto nel club del paese natio la Fontanivese, a quindici anni viene notato dalla Juventus che lo aggrega alle sue formazioni giovanili. Nel 1979 passa al Casale dove esordisce in Serie C1 (32 presenze e 1 rete) prima di passare un biennio in Serie B alla SPAL (22 presenze).
Quindi passa all'Empoli dove in sei stagioni è protagonista della doppia promozione che porta il club toscano dalla Serie C1 alla Serie A. In azzurro totalizza 180 presenze e 3 reti, di cui 35 presenze in massima serie, categoria in cui esordisce il 14 settembre 1986 nella vittoria interna sull'Inter.
Nel novembre 1988, coi toscani retrocessi in Serie B, passa al Cesena dove rimane per tre stagioni di cui l'ultima funestata da un brutto infortunio a un ginocchio che chiude precocemente la sua carriera: dopo l'operazione non riesce a recuperare e salvo una apparizione effettuata nella stagione 1993-1994 con l'Empoli, abbandona il calcio giocato.

### Allenatore
Le prime panchine su cui siede Gelain appartengono al settore giovanile dell'Empoli, Giovanissimi e Primavera, e con l'ultima vince lo scudetto di categoria nel 1998-1999. Nonostante ciò rimane senza club la stagione successiva, salvo sedersi a stagione in corso su quella della Rondinella dove però precocemente viene esonerato.
Nel gennaio 2002 va all'estero, alla Dinamo Bucarest dove riveste il ruolo di allenatore in seconda. Nel 2003 torna nuovamente in Toscana ad allenare la Primavera dell'Empoli, e dopo l'esonero di Daniele Baldini viene promosso al ruolo di vice di Attilio Perotti. Nel 2006 assume il ruolo di vice allenatore del Genoa, di nuovo al fianco di Perotti, ritornando poi a sedersi su una panchina nel giugno 2008, quella della Primavera del Piacenza, fino al termine della stagione successiva.
Dal 7 maggio 2012, in seguito all'esonero di Armando Madonna, affianca Attilio Perotti come vice sulla panchina del Livorno. Viene riconfermato anche nella stagione 2012-2013, nella quale affianca Davide Nicola.
Dal luglio 2014 passa sulla panchina della Primavera della formazione amaranto. Il 4 gennaio 2015 viene promosso ad allenatore della prima squadra in seguito all'esonero di Carmine Gautieri.Il 18 marzo viene esonerato, venendo sostituito da Christian Panucci.
Il 16 aprile 2016 viene chiamato alla guida della prima squadra in sostituzione dell'esonerato Franco Colomba per salvare il club dalla retrocessione in Lega Pro. Nonostante i risultati dei labronici non siano negativi sotto la sua guida (9 punti in 6 giornate dovuti a 2 vittorie, 3 pareggi e 1 sconfitta), non riesce a evitare la retrocessione, arrivata all'ultima giornata dopo il pareggio interno contro il Lanciano per 2-2. Il 15 giugno viene sostituito da Claudio Foscarini.

## Statistiche

### Statistiche da allenatore
| Stagione            | Squadra         | Campionato      | Campionato | Campionato | Campionato | Campionato | Coppe nazionali | Coppe nazionali | Coppe nazionali | Coppe nazionali | Coppe nazionali | Coppe continentali | Coppe continentali | Coppe continentali | Coppe continentali | Coppe continentali | Altre coppe | Altre coppe | Altre coppe | Altre coppe | Altre coppe | Totale | Totale | Totale | Totale | % Vittorie |
| Stagione            | Squadra         | Comp            | G          | V          | N          | P          | Comp            | G               | V               | N               | P               | Comp               | G                  | V                  | N                  | P                  | Comp        | G           | V           | N           | P           | G      | V      | N      | P      | %          |
| ------------------- | --------------- | --------------- | ---------- | ---------- | ---------- | ---------- | --------------- | --------------- | --------------- | --------------- | --------------- | ------------------ | ------------------ | ------------------ | ------------------ | ------------------ | ----------- | ----------- | ----------- | ----------- | ----------- | ------ | ------ | ------ | ------ | ---------- |
| ott. 1999-feb. 2000 | Rondinella      | C2              | 18         | 1          | 10         | 7          | CI-C            | -               | -               | -               | -               | -                  | -                  | -                  | -                  | -                  | -           | -           | -           | -           | -           | 18     | 1      | 10     | 7      | &5,56      |
| 2014-2015           | Livorno         | B               | 9          | 4          | 1          | 4          | CI              | -               | -               | -               | -               | -                  | -                  | -                  | -                  | -                  | -           | -           | -           | -           | -           | 9      | 4      | 1      | 4      | 44,44      |
| 2015-2016           | Livorno         | B               | 6          | 2          | 3          | 1          | CI              | -               | -               | -               | -               | -                  | -                  | -                  | -                  | -                  | -           | -           | -           | -           | -           | 6      | 2      | 3      | 1      | 33,33      |
| Totale Livorno      | Totale Livorno  | Totale Livorno  | 15         | 6          | 4          | 5          |                 | -               | -               | -               | -               |                    | -                  | -                  | -                  | -                  |             | -           | -           | -           | -           | 15     | 6      | 4      | 5      | 40,00      |
| Totale carriera     | Totale carriera | Totale carriera | 33         | 7          | 14         | 12         |                 | -               | -               | -               | -               |                    | -                  | -                  | -                  | -                  |             | -           | -           | -           | -           | 33     | 7      | 14     | 12     | 21,21      |

## Palmarès

### Giocatore
- Campionato italiano Serie C1: 1

Empoli: 1982-1983 (girone B)

### Allenatore
- Campionato Primavera: 1

Empoli: 1998-1999